# روجر هسندريكس
روجر هسندريكس (بالإنجليزية: Roger Hendrix)‏ هو أحيائي وأستاذ جامعي أمريكي، ولد في 7 يوليو 1943، وتوفي في 15 أغسطس 2017.